# Lobophytum lighti
Lobophytum lighti är en korallart som beskrevs av Moser 1919. Lobophytum lighti ingår i släktet Lobophytum och familjen läderkoraller. Inga underarter finns listade i Catalogue of Life.